# کودک کار در اسواتینی

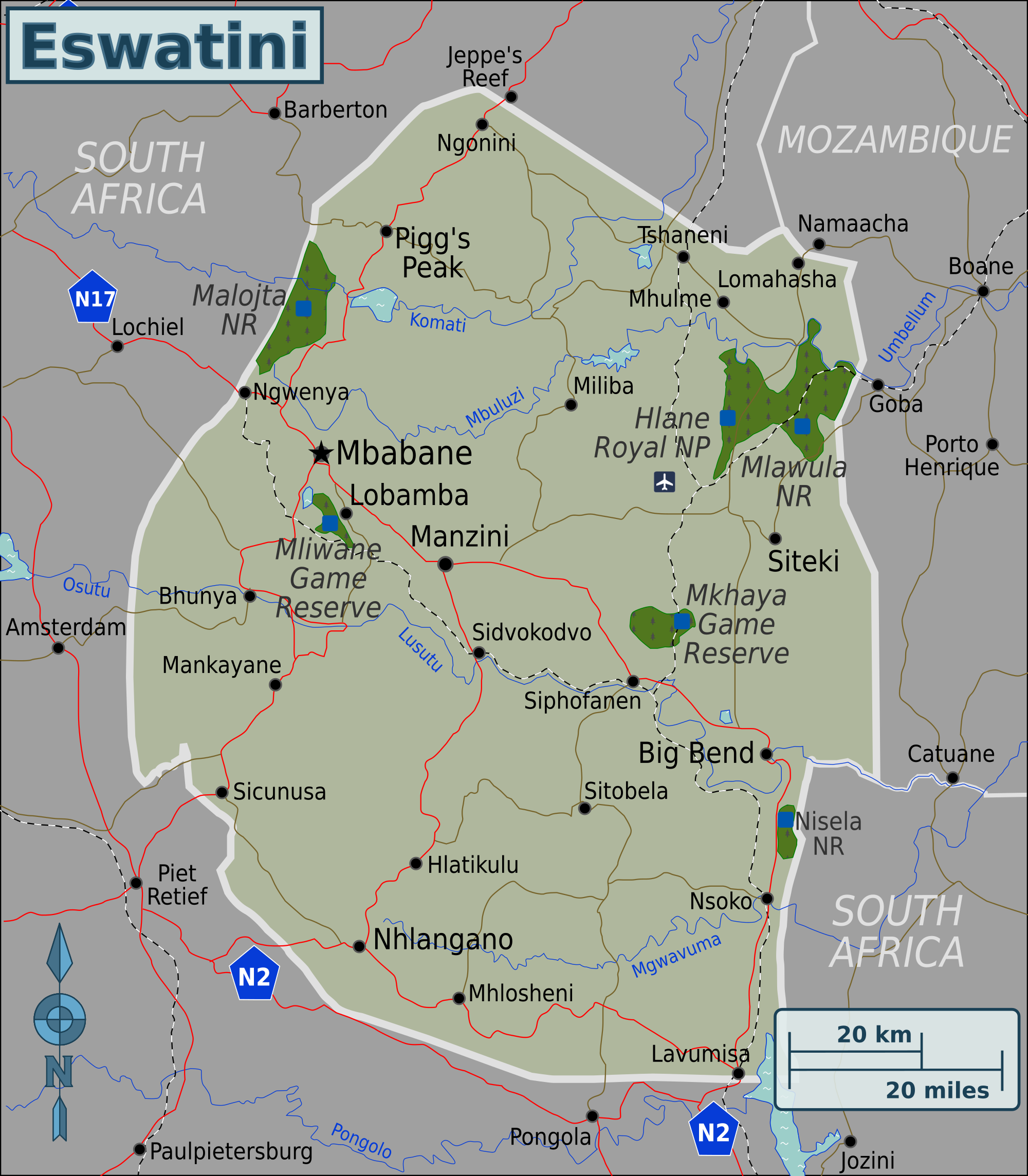
نقشه اسواتینی

کودک کار در اسواتینیکودکانی هستند که در این کشور به‌کار گرفته می‌شوند و این یک بحث جدال برانگیزی را برانگیخته که اکثر مردم این کشور را تحت تأثیر قرار داده‌است. موضوع کودکان کار اکثراً یک موضوع حقوق بشری است زیرا طبق تعریف سازمان بین‌المللی کار کودکی که بکار گمارده می‌شود، او را از دنیای کودکی، از توانائی‌ها و کرامت انسانی، از رشد طبیعی و روانی محروم می‌کند. به‌علاوه کودکی که کار می‌کند از تحصیل بازمی‌ماند. اما سازمان بین‌المللی کار هر نوع کار کودک را مضر نمی‌داند بیشتر روی موضوعات کاری متمرکز می‌شود که به‌عنوان کارهای مضر تشخیص داده شده‌است.

## پیشینه و وضعیت
در اسواتینی ابتدا کودکان را بکار می‌گرفتند بدون اینکه به آن‌ها دستمزدی پرداخت کنند، و به‌تدریج از سال ۱۹۳۰ به بعد پرداخت دستمزد در ازاء کار کودکان رایج شد. امروزه بیشتر کودکان در اسواتینی در کارهای کشاورزی و مزارع بکار گرفته می‌شوند؛ و بیشتر کودکان این کشور در خطر شرایط سخت قاچاق انسان روبرو هستند. علی‌رغم کوشش دولت برای کاهش بکارگیری کودکان، قاچاق کودکان برای استثمار در کارهای سخت همچنان ادامه دارد. مشکل بیماری ایدز در کودکان یتیم خطر بزرگی برای این کودکان جهت استثمار آن‌ها به بهای ارزان می‌باشد. در سال ۲۰۰۶ نیمی از کودکانی که مورد سوءاستفاده جنسی قرار می‌گرفتند یتیم بودند.

## علت و دلائل
فقر یکی از عام‌ترین عوامل تعیین‌کننده استثمار کودکان است. ۶۹ درصد مردم اسواتینی در سال ۲۰۰۶ در فقر زندگی می‌کردند. هزینه مدرسه رفتن کودکان خارج از توان خانواده‌ها است. زیرا به دلیل دور بودن مدرسه هزینه تردد کودکان به مدرسه زیاد است و خانواده‌ها از پس آن برنمی‌آیند و بناچار کودکان به جای مدرسه به کار گمارده می‌شوند. اسواتینی کشوری است با درآمد کم، اما فقر موجود زائیده نابرابری توزیع ثروت در این کشور است. نیمی از ثروت و امکانات این کشور در دست یک عده ۱۰ درصدی است و ۴۳ درصد مردم در فقر مطلق بسر می‌برند. در تحقیقات سال ۱۹۹۹ یونیسف مشخص شد که بسیاری از کودکان باین دلیل سر کار می‌روند چون والدین آن‌ها بیکار هستند و درآمدی ندارند.

## جنجال اخلاقی کار کودکان
گرچه موضوع کودکان کار یک موضوع ذاتاً غیراخلاقی است که با رشد معنویات نوجوانان در تضاد است، اما عده‌ای هم هستند که اعتقاد دارند نباید جلو کار کردن کودکان گرفته شود. رشد مستمر فقر در کشور اسواتینی ضرورت کار کودکان را ایجاب می‌کند مخصوصاً در مناطق روستائی این ضرورت ضریب می‌خورد. همچنین، با توجه به اینکه ۶۶ درصد مردم قادر نیستند که غذای اصلی خود را تأمین کنند بناچار کار کردن کودک برای این خانواده‌ها تنها راه حل است. سازمان بین‌المللی کار تشخیص داده‌است که باید بین کار کودک و کار خطرناک تفاوت قائل بود. در سال ۲۰۱۲ طبق آمار این سازمان ۱۶۸ میلیون کودک کار در سنین بین ۵ تا ۱۷ سال در سطح جهان وجود داشت، که ۸۵ میلیون آن‌ها در کارهای خطرناک مشغول بودند.

## تلاش‌ها برای نجات کودکان کار
در جهان تلاشهای موفقیت‌آمیزی برای کاهش تعداد کودکان کار در جریان بوده‌است. سازمان بین‌المللی کار اذعان می‌کند که از سال ۲۰۰۰ به بعد آمار کودکان کار و نیز کارهای خطرناکی که به کودکان سپرده می‌شدٰ کاهش پیدا کرده‌است. در سال ۱۹۶۳ سازمان اتحاد آفریقا (OAU) تشکیل شد که اسواتینی در سال ۱۹۶۸ به آن پیوست. هدف آن توافق بر سر فهرستی از موارد حقوق بشری و اجرای آن بود. این سازمان «پیمان آفریقایی حقوق انسان و مردم» را در سال ۱۹۸۱ تأسیس کرد، که در آن مقاله‌ای در مورد حفاظت کودکان آمده‌است.

## قانون استخدام ۱۹۸۰

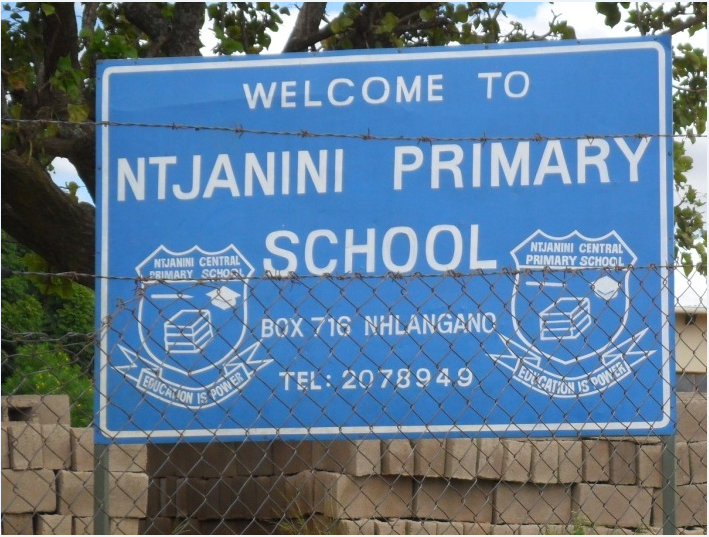
یکی از عواقب کار کودکان این است که مانع از ادامه تحصیلشان می‌شود

دولت اسواتینی نیز چند اقدام برای کاهش کودکان کار انجام داد. دولت در سال ۱۹۸۰ قانون استخدام را گذراند که در آن کسی اجازه ندارد کودکی را در صنایع استخدام کند مگر اینکه کودک از فامیل مستقیم کارفرما باشد یا اینکه نوع کار در درجه اول تحصیلی باشد. در قانون سن کودک ۱۵ سال تعریف شده‌است. در کارهای غیر از صنایع، استخدام کودک در ساعات درس مدرسه، در شیفتهای شب، برای بیش از ۶ ساعت در روز یا ۳۳ ساعت در هفته، یا بیش از ۴ ساعت کار مستمر بدون یکساعت استراحت، مجاز نیست. در قانون بکارگیری کودکان در کارهای زیرزمینی و کارهایی که به سلامت جسمی و احساسی آن‌ها صدمه بزند مجاز نیست.